# Garth (Powys)

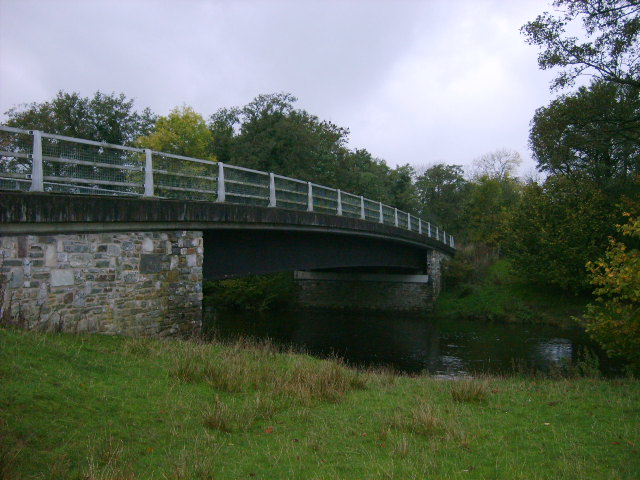
Ponte Gwarafog, através do rio Irfon em Garth.

Garth é uma vila situada em Powys, Gales. Encontra-se na estrada A483 entre Builth Wells e Beulah. O rio Irfon flui para o sul da vila. A 
Garth railway station é a estação local que serve a vila pertencente à Linha Central de Gales.

## Residentes notáveis
Garth foi associada à família Gwynne que incluiu Marmaduke Gwynne e sua filha Sarah; esta converteu-se ao Metodismo e se casou com Charles Wesley na igreja Llanllywenfel nas proximidades em 1749.